# Coppa America di pallavolo 1999
La II Coppa America di pallavolo si svolse a Tampa, Saint Petersburg e Orlando, negli Stati Uniti, dal 14 al 23 ottobre 1999. Al torneo parteciparono 6 squadre nazionali nordamericane e sudamericane e la vittoria finale andò per la seconda volta al Brasile.

## Squadre partecipanti
- Argentina
- Brasile
- Canada
- Cuba
- Stati Uniti
- Venezuela

## Fase finale

### Finali 1º e 3º posto - Orlando
|  | Semifinali  | Semifinali  | Semifinali  |             |         | Finale          | Finale          | Finale          |  |
|  |             |             |             |             |         |                 |                 |                 |  |
|  | Brasile     | Brasile     | 3           |             |         |                 |                 |                 |  |
|  | Brasile     | Brasile     | 3           |             |         |                 |                 |                 |  |
|  | Argentina   | Argentina   | 0           |             |         |                 |                 |                 |  |
|  | Argentina   | Argentina   | 0           |             | Brasile | Brasile         | 3               |                 |  |
|  |             |             |             |             | Brasile | Brasile         | 3               |                 |  |
|  |             |             | Stati Uniti | Stati Uniti | 1       |                 |                 |                 |  |
|  | Stati Uniti | Stati Uniti | Stati Uniti | Stati Uniti | 1       | 3               |                 |                 |  |
|  | Stati Uniti | Stati Uniti |             |             |         | 3               |                 |                 |  |
|  | Cuba        | Cuba        | 0           |             |         | Finale 3º posto | Finale 3º posto | Finale 3º posto |  |
|  | Cuba        | Cuba        | 0           |             |         |                 |                 |                 |  |
|  |             |             |             |             |         |                 |                 |                 |  |
|  |             |             |             |             |         | Argentina       | Argentina       | 3               |  |
|  |             |             |             |             |         | Argentina       | Argentina       | 3               |  |
|  |             |             |             |             |         | Cuba            | Cuba            | 0               |  |

## Classifica finale
| Classifica | Squadre     |
| ---------- | ----------- |
|            | Brasile     |
|            | Stati Uniti |
|            | Argentina   |
| 4          | Cuba        |
| 5          | Canada      |
| 6          | Venezuela   |